# Alfa Romeo 33 Bertone Carabo
L'Alfa Romeo 33 Bertone Carabo, anche conosciuta come Alfa Romeo 33 Carabo o Bertone Carabo, è una dream car realizzata dall'Alfa Romeo e disegnata da Marcello Gandini per carrozzeria Bertone, nel 1968.

## Il contesto
Questa vettura è la prima delle 6 dream car basate sull'autotelaio dell'Alfa Romeo 33 Stradale realizzate dai più noti carrozzieri italiani a cavallo tra gli anni '60 e '70. Il nome Carabo deriva dal coleottero Carabus auratus, della famiglia dei Carabidi, caratterizzato da colori metallici e brillanti, ed è proprio con i colori di questo insetto che la coupé venne esposta al salone dell'automobile di Parigi nell'ottobre del 1968: verde luminescente con particolari arancione, vetri dorati e le portiere verticali, che ricordano le elitre.
La linea squadrata della carrozzeria in vetroresina, disegnata con un profilo a cuneo da Marcello Gandini e realizzata dalla Bertone in sole 10 settimane, è una pietra miliare del design automobilistico perché vi ha introdotto le linee squadrate; getta infatti le basi per molte altre vetture di enorme successo; in particolare la concept-car Lancia Stratos Zero e soprattutto la Lamborghini Countach, sempre disegnate da Gandini per Bertone.

## La vettura

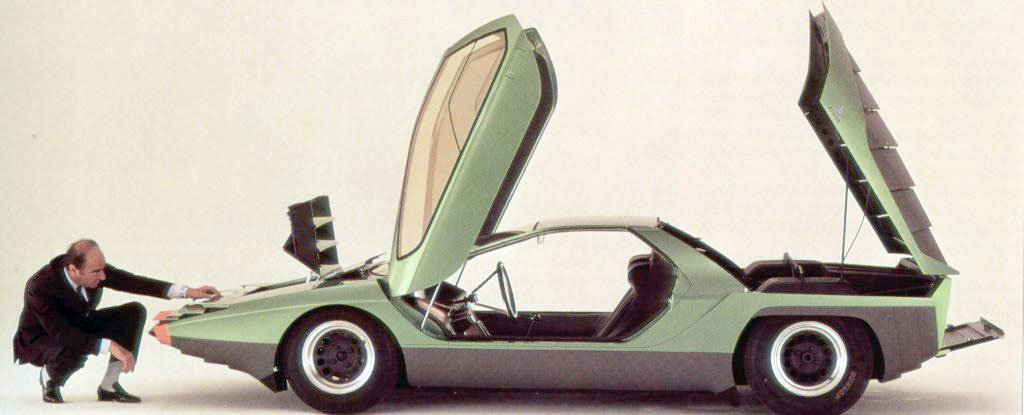
Nuccio Bertone osserva l'Alfa Romeo Carabo con porte e cofani aperti

Il frontale molto affilato è caratterizzato da una striscia arancione metallizzata che corre lungo tutto il bordo del frontale, da un sottilissimo paraurti nero, dal logo Alfa Romeo coronato da un anello in plastica nera e dai fari a scomparsa dietro tre tegole orientabili che quando sono chiuse si integrano perfettamente nella carrozzeria. Al centro del cofano sono presenti tre sfoghi dell'aria calda dal radiatore.
Il profilo laterale è un cuneo quasi perfetto che accentua la ridotta altezza da terra della vettura, soli 990 mm, separato in due metà cromatiche, verde metallizzato e nero. Un'altra delle caratteristiche innovative della Carabo sono i cristalli dorati a specchio in VHR e le portiere "a forbice" che si aprono verticalmente grazie ad un pistone a gas, montate per la prima volta su questa vettura e poi riprese su altre concept car e vetture di produzione, come la Lamborghini Countach.
Il cofano posteriore che incorpora il logo della Bertone, la presa d'aria del motore e lo spoiler posteriore è coperto da una persiana fissa formata da sei listelli di plastica nera che consentono lo sfogo dell'aria calda del motore e anche la limitata visibilità posteriore. Lo specchio di coda (tronca), di un verde più acceso di quello della carrozzeria, è dominato da un pannello geometrico nel quale sono inglobate le luci posteriori e sotto cui sono presenti cinque elementi in plastica nera che fungono da paraurti. Sopra vi è applicata anche la scritta identificativa con una grafia particolare: replica in piccolo il profilo della vettura con la portiera aperta con un carattere speciale ogni lettera che compone la parola "Carabo".
Gli interni sono molto semplici con due sedili sportivi e una plancia alle due estremità opposte sono collocati tachimetro e contagiri mentre al centro della quale sono raccolti gli indicatori secondari. Particolare il volante nero a due razze a calice con il mozzo molto depresso.
La dream car, secondo i dati dichiarati dalla Bertone, era in grado di raggiungere la velocità massima di 260 km/h e poteva accelerare da 0 a 100 km/h in 6,5 secondi. In origine il prototipo era equipaggiato con il medesimo motore 8 cilindri a V a doppia accensione da 1.995 cm³ dell'Alfa Romeo 33 Stradale, in grado di erogare 230 CV di potenza a 8.800 giri, sistemato in posizione centrale ed accoppiato ad un cambio manuale a 6 marce. In data e per motivi sconosciuti il propulsore originale è stato sostituito con il V8 da 2.593 cm³ e 200 CV costruito in serie per la Montreal.
Dopo il consueto giro dei saloni il prototipo, rimasto esemplare unico, fornì l'ispirazione a Marcello Gandini e alla Bertone per realizzare altre celebri vetture. In particolare sia la linea complessiva che le porte a forbice, poi riprese da quasi tutte le Lamborghini future, della Lamborghini Countach del 1974 derivano strettamente dalla Carabo del 1968. Infine nel 1976 l'accoppiata Alfa Romeo-Bertone lavorò insieme di nuovo sull'autotelaio dell'Alfa Romeo 33 Stradale creando la Navajo, l'ultima dream car della serie di 6 realizzate anche da altri carrozzieri italiani, attualmente conservate tutte insieme nel Museo Storico Alfa Romeo di Arese.